# Insurgência em Sinde
A Insurgência em Sinde é uma insurgência de baixa intensidade liderada por nacionalistas sindis contra o governo do Paquistão. Os nacionalistas sindhis desejam criar um estado independente chamado Sindhudesh. No entanto, este movimento nunca obteve apoio da população urbana de Sinde. Ao longo dos anos, os nacionalistas sindis se aliaram aos nacionalistas balúchis para enfrentar as forças de segurança do Paquistão. Os muhajirs temem o deslocamento, e as comunidades não-sindis que residem principalmente em Sinde urbano colaboraram com as forças estatais do Paquistão ao longo dos anos para combater a insurgência.